# Antonio Margarito
Antonio „Tony“ Margarito Montiel (* 18. März 1978 in Torrance, Kalifornien, USA) ist ein ehemaliger mexikanischer Profiboxer, dessen Karriere von 1994 bis 2017 andauerte. Er war Weltmeister der WBO, IBF und WBA im Weltergewicht, wobei er vom Ring Magazine in dieser Gewichtsklasse fast 9 Jahre unter den Top 10 geführt wurde. 

## Boxkarriere
Margarito startete seine Profikarriere 1994 in Mexiko und boxte ab 1996 vorwiegend in den USA. Im Februar 2000 gelang ihm ein Sieg gegen den späteren mehrfachen Weltmeister Sergio Martínez und im Dezember 2000 ein Sieg gegen den ehemaligen mehrfachen Weltmeister Frankie Randall, ehe er am 16. März 2002 mit einem TKO-Sieg gegen Antonio Díaz den vakanten WBO-Weltmeistertitel im Weltergewicht gewann. Ein erster Kampf um den Titel, am 21. Juli 2001 gegen Daniel Santos, hatte aufgrund eines Zusammenpralls mit den Köpfen und einer dadurch verursachten Verletzung bei Margarito wertungslos geendet. Den Gürtel verteidigte er anschließend jeweils gegen Danny Perez, Andrew Lewis und Hercules Kyvelos
Am 11. September 2004 boxte er im Halbmittelgewicht gegen Daniel Santos um dessen WBO-Titel, wobei es erneut zu einem Zusammenprall mit den Köpfen kam, wodurch Margarito erneut verletzt wurde. Diese Verletzung führte in der 10. Runde zum Abbruch des Kampfes und zur Auswertung der Punktezettel, auf denen Santos nicht unumstritten mit 2:1 in Führung lag und daher zum Sieger durch Technische Entscheidung erklärt wurde.
Seinen WBO-Titel im Weltergewicht konnte er 2005 und 2006 noch jeweils gegen Sebastián Lujan und den WBO-Interimsweltmeister Kermit Cintrón, sowie Manuel Gomez (Nummer 5 der WBO-Herausforderer) und Joshua Clottey (Nummer 6 der WBO-Herausforderer) verteidigen.
Am 14. Juli 2007 verlor er den Titel in seinem 8. Verteidigungskampf durch eine Punktniederlage an den ebenfalls ungeschlagenen Paul Williams (Nummer 1 der WBO-Herausforderer), gewann jedoch am 12. April 2008 mit einem erneuten KO-Sieg gegen Kermit Cintrón den IBF-Weltmeistertitel im Weltergewicht. Dieser wurde ihm jedoch entzogen, da er keine Titelverteidigung bestritt, sondern im Juli 2008 gegen den unbesiegten Miguel Cotto boxte, den er durch TKO bezwingen konnte und dadurch dessen WBA-Weltmeistertitel im Weltergewicht errang. Im Oktober 2008 folgte seine Aufwertung zum WBA-Superchampion.
Den Status und den WM-Gürtel verlor er am 24. Januar 2009 aufgrund einer TKO-Niederlage an Shane Mosley. Vor dem Kampf kam es zu einem Eklat, als Margaritos Trainer Javier Capetillo gefaltete Gaze, die mit einer gipsähnlichen Substanz getränkt war, in die Handbandagen seines Kämpfers zu implantieren versuchte. Der Regelverstoß wurde bemerkt und führte nach dem Kampf zu einem Lizenzentzug von Margarito und Capetillo durch die California State Athletic Commission, verbunden damit war eine einjährige Wettkampfsperre für die USA.
Margarito kehrte erst im Mai 2010 in den Ring zurück und boxte im Halbmittelgewicht zweimal um einen WM-Titel; Am 13. November 2010 verlor er einstimmig gegen den WBC-Weltmeister Manny Pacquiao und am 3. Dezember 2011 durch TKO in Runde 9 gegen den WBA-Superchampion Miguel Cotto.
Nach einer weiteren Auszeit von über 4 Jahren bestritt er noch drei siegreiche Kämpfe, den letzten im September 2017 im Alter von 39 Jahren, ehe er seine Karriere beendete.